# Tipula coquillettiana
Tipula coquillettiana är en tvåvingeart som beskrevs av Alexander 1924. Tipula coquillettiana ingår i släktet Tipula och familjen storharkrankar. Inga underarter finns listade i Catalogue of Life.